# Lycosa injusta
Lycosa injusta là một loài nhện trong họ Lycosidae.
Loài này thuộc chi Lycosa. Lycosa injusta được Richard C. Banks miêu tả năm 1898.